# Super Mario Land 2: 6 Golden Coins
A Super Mario Land 2: 6 Golden Coins (japánul: Super Mario Land 2: 6 Tsu no Kinka; スーパーマリオランド2: 6つの金貨) egy Game Boyra megjelent platformjáték, a Super Mario Land folytatása. Ez a játék már sokkal fejlettebb az elődjénél, hiszen ekkor már ismerték a Game Boy technikai specifikációit, és jobban ki tudták használni azokat. Itt debütált Wario, aki stílusa miatt sokak egyik kedvenc Nintendo-szereplője lett.

## Történet
Miután Mario megmentette Daisyt Sarasalandben, visszatérnek Mario Land-be. Az országban nagy káosz van, ugyanis amíg Mario megmentette Daisyt, addig Wario garázdálkodott Mario Land-ben. Wario a kastélyba rejtőzött el, és az azt kinyitó hat aranyérmét szétszórta az ország hat vidékében. Mariónak ezeket kell összegyűjtenie, hogy bejusson a kastélyba, és megküzdjön Warióval.

## Játékmenet
A játék egy kis tutoriallal kezd, ha elsajátítsuk az alapmozdulatokat, elkezdhetjük a játékot. Hat vidék van, és érdekesség, hogy a játék nem lineáris, bárhol kezdhetünk. Az alábbi hat vidékből áll a Mario Land:
1. Tree Zone: Egy erdő tele ízeltlábúakkal. A főgonosz Radonkel, a madár.
2. Space Zone: A Space Zone-hoz a Hippo Zone-on keresztül jutunk el, de mivel ott nincs főellenség, ezért nem számoljuk külön zónának. Itt egy víziló buborékot fúj, ha ebbe belemegyünk, akkor egy pályán felrepülünk a Space Zone-ba, ahol Hold és csillagok között jutunk el Tatangához, aki nemcsak a Super Mario Land-ben volt főellenség, itt is találkozhatunk vele.
3. Macro Zone: Egy házban játszódik, mindenki összezsugorodik, aki belép. Az ellenségek óriásiak, a főellenség Ricky, a nagy patkány.
4. Pumpkin Zone: Egy Jack'o lanternben játszódik, temetők és kísértetházak kíséretében. A főellenség Sabasa, a boszorkány
5. Mario Zone: Mechanikus Mario pálya, melyet Három Kicsi Malacfej (Three Little Pigheads) ural.
6. Turtle Zone: Egy hatalmas teknősben játszódó vizes világ, melyet Octopus, a polip őriz.

És ha összegyűjtöttük a hat aranyérmét, akkor akkor léphetünk be Wario kastélyába, ahol megküzdhetünk vele.
Ez a játék az elődjével ellentétben már sokkal jobban hasonlít a többi Mario platform játékokhoz. Itt már ismét Tűz Mario van, és a pályán vissza is mehetünk. A karakterek nagyobbak lettek, és gyorsabban is mozognak, így a játék dinamikusabbnak tűnik. A játékban mentési lehetőség is van, három mentés lehet, és újdonság, hogy a játékban két nehézségi fokozat van. A mentési képernyőn, ha megnyomjuk a SELECT-gombot, akkor Mario összezsugorodik, akkor könnyebb a játék, de vissza is mehet.
Itt is van világtérkép, és nem lineáris a játék, tehát bárhol kezdhetjük, nincs meghatározott sorrendje a játéknak. Számos titkot találni, melyek többsége rövidítések az adott pályán, de minden pályát teljesíteni kell, hogy megszerezzük az adott világ utolsó pályáján az aranyérmét. A pálya közepén egy csengőt találunk, ha elérjük, kapunk egy checkpointot, tehát, ha meghalunk, onnan folytatjuk a játékot. Ha a pálya végén a felső csengőt elérjük, akkor egy szerencsejátékot játszhatunk, ahol életet és egyéb tárgyakat nyerjünk. Van egy külön pálya a térképen, ahol érmékért játszhatunk. Minél több érmét teszünk fel, annál nagyobb nyereményre van esélyünk. Pályáról a térképre a START+SELECT-gombokkal térünk vissza.

## Irányítás
Control Pad: Mozgás
A-Gomb: Ugrás
B-Gomb: Gyorsulás, lebegés, tűzgolyó dobása, Koopa páncél eldobása
START-Gomb: Szünet
Alsó + A-Gomb: Pörgő ugrás
Minden világ utolsó pályáján megküzdünk a főellenséggel az aranyérméért, de ha elveszítjük az összes életet, akkor az aranyérméket is elveszítjük, és ismét meg kell küzdeni velük. Itt is több lehetőségünk van életet kapni. A szokásos zöld 1-Up Gomba helyett szívet találunk, az ad egy életet. 100 érme összegyűjtése után nem kapunk egy életet, és a szerencsejáték miatt, nem 100-ig számol, hanem 999-ig. A játék nem számol pontot, de számolja a megölt ellenségeket, és ha megölünk 100 ellenséget, akkor kapunk egy csillagot.

## Mario formái
- Mario: Így kezdjük a játékot. Ha nekimegyünk egy ellenségnek, meghalunk.
- Super Mario: Ha felveszünk egy Szuper Gombát, megnövünk, és téglákat tudunk széttörni, valamint a pörgő ugrással az alattunk levő téglákat is szét tudunk törni. Ha nekimegyünk egy ellenségnek, kis Marióvá megyünk vissza.
- Tűz Mario: Ha felveszünk egy Tűzvirágot, akkor tűzgolyót tudunk lőni, és a játék egyedisége, hogy téglákat is szét lehet lőni a tűzgolyóval. Mivel a Game Boy képességei határoltak, ezért nem tudták Mariót fehérre színezni, helyette egy tollat látunk Mario sapkáján.
- Nyúl Mario: Itt bár nem tudunk repülni, de ha répát találunk, akkor Mario egy nyúlfület kap, mellyel az A-Gombot nyomkodva lebegve érünk földet.
- Sérthetetlen Mario: Nemcsak 100 ellenség megölése után kapunk csillagot, hanem téglákban is találunk. Itt is ellenségeket tudunk letarolni, az ötödik ellenségtől mindegyik után kapunk egy életet.

## Ellenségek
| Gyakori ellenségek(Minden zónában fellelhető)                                           | Tree Zone | Macro Zone                          | Pumpkin Zone                                                                      | Mario Zone                                                          | Turtle Zone                                    | Space Zone                        | Wario's Castle | Főellenségek                                                      |
| Goomba Paragoomba Koopa Troopa Piranha Plant Cheep-Cheep Blurp Venus Fire Trap Fishbone | Booping Toady Battle Beetle Grubby Boko Bombette Bee Skeleton Bee Bee Larva Bee'zrk Cowfish Dragonfly Drill Mole Egghead Fat Bee Spikey Sparrow | Ant Bazooka Ant Miner Ant Spiky Ant | Boo Cyclops Draculad Haunted Lantern Spooky Mask Terekuribo Umbrelloid Pick Broom | Cannon Pig Jumping Jack Screwer Tamanoripuu Tin Soldier Bullet Bill | Fly Fish Goomdiver Gordo Joe Spiny Cheep-Cheep | Mini Ship Spiky Slug Star Twirler | Wario Mask     | Radonkel Ricky Sabasa Three Little Pigheads Octopus Tatanga Wario |

## Tanácsok
- Ha elvesztenénk az összes életet, az arany érméket is elveszítjük. Ha így járnánk, akkor érdemes az utolsó élet elvesztése előtt kikapcsolni a Game Boy-t, így újrakezdhetünk ott, ahol utoljára mentettünk.
- Ha egy olyan pályán vesztenénk el életet, ahol már voltunk, akkor lépjünk ki a pályáról, és nem csökken az életünk száma. Ez akkor is működik, amikor meghaltunk, de még nem léptetett ki a gép a pályáról.

## A folytatás
Ebben a játékban debütált Wario, aki rövid idő alatt hatalmas népszerűségre tett szert. Olyannyira, hogy még a Nintendo a Super Mario Land széria harmadik részének főszereplőjévé avanzsálta. Ez a játék olyan népszerű volt, hogy ezután már Wario Land-dé keresztelték át a sorozatot.
A játék leírása Wariót ősellenségként mutatja be, aki mindig is féltékeny volt Mario népszerűségére, ezért támadta meg a Mario Land-et. Az egyik képregényben Wario elmeséli, hogy Marióval barátok voltak gyerekkorukban, de Wariónak nagyon sok megaláztatást kellett elszenvednie Mario mellett (ő erről nem tudott), és bosszút esküdött ellene. Ez alapozta meg a két Super Mario Land játék történetét.

## Korábbi játékokból átvett elemek
Super Mario Land – Bár a játék folytatásaként jelent meg, nem sok utalás van az elődjére. Az egyik zóna főellensége Tatanga, az előző játék főellensége volt.
Super Mario World – Sok ellenség visszatér, és Mario pörgő ugrása is innen van.

## Érdekességek
- Amikor a mentésválasztó képernyőn vagyunk, és kiválasztjuk a törlés opciót, Mario bombává változik.
- A zenét Kazumi Totaka szerezte, és ha két és fél percig maradunk a Game Over képernyőnél, felcsendül a titokzatos dala.
- Ez az első Mario játék, mely az űrben játszódik.
- Az egyik ellenség Tamanoripuu neve a Tamanori (玉乗り) névből származik, mely egy cirkuszi mutatvány japán neve, amikor az artisták labdán egyensúlyoznak.